# Raiffeisenbank Hallertau
Die Raiffeisenbank Hallertau eG ist eine Genossenschaftsbank mit Sitz in der bayerischen Stadt Mainburg im Landkreis Kelheim. Der Verwaltungssitz befindet sich in Rudelzhausen.

## Geschichte
Die heutige Raiffeisenbank Hallertau eG wurde am 21. Januar 1914 gegründet und hat zuletzt im Jahr 2020 mit der Raiffeisenbank Aiglsbach eG. mit dem Sitz in Aiglsbach fusioniert. Dabei wurde der juristische Sitz der Genossenschaft von Rudelzhausen nach Mainburg verlegt. Im Jahr 1989 fand die Fusion mit der Raiffeisenkasse Horneck eG mit dem Sitz in Elsendorf statt.
Die Raiffeisenkasse Aiglsbach eG fusioniert zuvor im Jahr 1976 mit der Raiffeisenkasse Lindkirchen eG mit dem Sitz in Lindkirchen. Im Jahr 1979 fusionierte die Raiffeisenkasse Steinbach eG mit dem Sitz in Steinbach mit der Raiffeisenbank Hallertau eG. Die Raiffeisenbank Nandlstadt und Umgebung eGmbH mit dem Sitz in Au in der Hallertau fusionierte im Jahr 1974 mit der Raiffeisenbank Rudelzhausen-Abens eG mit dem Sitz in Rudelzhausen. Durch Umfirmierung wurde daraus die heutige Raiffeisenbank Hallertau eG. Die Raiffeisenbank Rudelzhausen eGmbH fusioniert im Jahr 1965 bereits mit der Raiffeisenkasse Tegernbach eGmbH mit dem Sitz in Tegernbach und der Raiffeisenkasse Volkenschwand eGmbH mit dem Sitz in Volkenschwand.

## Rechtsverhältnisse
Die Raiffeisenbank Hallertau eG ist im Genossenschaftsregister beim Amtsgericht Regensburg unter GnR 684 eingetragen.

## Organisationsstruktur
Rechtsgrundlagen sind das Genossenschaftsgesetz und die durch die Vertreterversammlung beschlossene Satzung. Organe der Bank sind der Vorstand, der Aufsichtsrat und die Vertreterversammlung.

## Sicherungseinrichtung
Die Raiffeisenbank Hallertau eG ist der amtlich anerkannten Sicherungseinrichtung des Bundesverbandes der Deutschen Volksbanken und Raiffeisenbanken GmbH und der zusätzlichen freiwilligen Sicherungseinrichtung des Bundesverbandes der Deutschen Volksbanken und Raiffeisenbanken e.V. angeschlossen.

## Geschäftsausrichtung
Die Raiffeisenbank Hallertau eG betreibt das Universalbankgeschäft. Im Verbundgeschäft arbeitet sie mit der DZ Bank, R+V Versicherung, Bausparkasse Schwäbisch Hall, Teambank, VR Leasing,  DZ Hyp und der Union Investment zusammen.

## Geschäftsgebiet
Das Geschäftsgebiet liegt im Süden des Landkreises Kelheim sowie im Norden des Landkreises Freising.
An diesen Orten betreibt die Bank Filialen:
- Mainburg (Hauptstelle, jur. Sitz)
- Rudelzhausen (Geschäftsstelle, Verwaltungssitz)
- Au in der Hallertau (2 Geschäftsstellen)
- Attenkirchen (Geschäftsstelle)
- Nandlstadt (Geschäftsstelle)
- Volkenschwand (Geschäftsstelle)
- Sandelzhausen (Geschäftsstelle)
- Elsendorf (Geschäftsstelle)
- Aiglsbach (Geschäftsstelle)